# Гвоздена пагода
Гвоздена пагода (кин. 鐵塔) у будистичком Храму Неба (кин. 佑國寺) у град Каифенг, провинција Хенан, је будистичка кинеска пагода изграђена 1049. године за време владавине династије Сунг (960 — 1279). Ова сакрална грађевина, у облику куле, сазидана је од цигала на месту претходног дрвене пагоде која је 1048. године изгорела у великом пожару.  
Пагода је тако названа не зато што је направљена од гвожђа, већ зато што је њена боја, гледано са даљине, слична боји гвожђа. Сматра се једним од ремек дела архитектуре из времена династије Сунг.

## Историја
У главном граду династије Сунг у граду Каифенг, чувени архитекта Ју Хао саградио је величанствену осмоугаону тринаестоспртну дрвену пагоду као део Храма Неба (између 965 и 955. године), коју су многи његови савременици сматрали чудом сакралне архитектуре.
Након што је пагода изгорела 1044. године у пожару насталом након удара грома, по налогу цара Рензонга (1022 — 1063), пет година касније, саграђена је нова пагода која је изграђена 1049. године на истом простору. Овога пута пагода је саграђена од незапаљиве смеђе, плаве и зелене глазиране цигле и камена и названа је „Гвоздана пагода” због њене гвоздено-сиве боје када се посматра са даљине. 
Након што је 1847. године Жута река преплавила своје обале, и порушила многе грађевине у Храму Неба храму храм у, Гвоздна  пагода је преживела. Од свог настанка до данас након скоро 1000 година, пагода је преживела 38 земљотреса, шест поплава и много других катастрофа.
Године 1994. Гвоздена пагода послужила је као мотив за израду јубиларне инеске поштанској марки од два јуана.

## Изглед
Гвоздена пагода је осмугаона грађевина висока 56,88 метара, са 13 спратова. Саграђена је од печене цигле са унутрашњим спиралним каменим степеништем и спољним отворима који омогућавају продор светлости и ваздуха у унутрашњост пагоде.
Архитектонски стил пагоде карактерише густо позициониран, традиционални елемент кинеске, јапанске и корејске архитектуре доу-гун на завршним ивицима или стрехама сваког спрата пагоде (који се обично користи у изградњи јавних и сакралних објеката, и чија употреба у зградама мањег значаја и стамбеним кућама није била дозвољена) и вишеструким лођама.
Спољашњост грађевине је са више од педесет различитих облика декорисане теракоте и 1.600 преплета са богатом резбарија, укључујући и фигуре Буде, монаха, певача и плесача које стоје и седе, цвећа, лавова, змајева и другихе легендарних звери и много финих украсних гравура. Испод стреха се налазе 104 звона која звоне на ветру. Темељ пагоде лежи у муљу Жуте реке. Унутар гвоздене пагоде налази се већи број фреска са мотивом из класичних кинеских прича, као што је нпр. мотив из приче Путовање на Запад.
Врата, прозори, стубови, носачи, кровови и балкони на спољашњој страни пагоде обликовани су од дрвета и уграђенио у двадесет осам стандардних компоненти од глазиране (декорисане) опеке, чинећи пагоду најстарији и највећим артефактом од глазиране опеке и плочица у Кини.
Пагода има врата на четири стране, али њој верници могу приступити само каменим степеницама.